# سلسلة مجموع النقاط (الإجمالي)
إجمالي المباراتان أو سلسلة مجموع النقاط تحدث في مباريات خروج المغلوب التي تلعب على مباريتين وهي ذات أهمية كبيرة في تحديد الفائز في هذا الدور.
تنسيقات التصفيات المختلفة ، بما في ذلك التعادل ذهابا وإيابا أو "سلسلة النقاط الإجمالية" تفصل المشاركين في عدد من الألعاب (غالبا اثنتان) ، مع تحديد الفائز من خلال "النتيجة الإجمالية": الفائز هو الشخص الذي يسجل أكبر عدد من النقاط / الأهداف وما إلى ذلك. على مدى سلسلة من الألعاب. الروابط ذات الساقين شائعة في كرة القدم ، وكانت تستخدم في سلسلة تصفيات دوري الهوكي الوطني حتى عام 1937. تم استخدامه في أمريكا الشمالية في تصفيات كأس MLS حتى موسم 2019.
في سلسلة كأس ناسكار نكستل 2004 ، اعتمد ناسكار مباراة فاصلة إجمالية للنقاط ، مما أدى إلى إنشاء "تصفيات NASCAR" التي سمحت لأفضل 10 سائقين في النقاط بالتأهل إلى التصفيات بعد 26 سباقا في موسم السباق 36. هؤلاء السائقون العشرة تم "إعادة تعيين" نقاطهم إلى قيمة أكبر بشكل تعسفي ، مما يضمن استبعاد أي سائق من المركز 11 على ظهره من المنافسة على البطولة وأن أفضل 10 متساوين في النقاط. تغير تنسيق Chase عدة مرات منذ إنشائه بما في ذلك زيادة عدد السائقين من 10 إلى 12 وحاليا 16 ، ومنح نقاط إضافية لانتصارات الموسم العادي عند إعادة التصنيف للتصفيات.
في نوفمبر 2005 ، أعلنت جولة PGA أنه سيتم استخدام مباراة فاصلة من إجمالي النقاط لتؤدي إلى بطولة PGA بدءا من  2007. اللاعب الذي حصل على أكبر عدد من النقاط في نهاية العام سيحصل على كأس فيديكس.
قبل التصفيات لعام 1986 ، استخدم دوري الهوكي الكندي (خاصة دوري أونتاريو للهوكي) سلسلة النقاط لتحديد الفريق الذي سيتقدم. سيستضيف الفريق المصنف الأعلى الألعاب ذات الأرقام الفردية (الألعاب 1 و 3 و 5 و 7) ، بينما يستضيف الفريق المصنف الأدنى الألعاب ذات الأرقام الزوجية (الألعاب 2 و 4 و 6 و 8). لن يكون هناك وقت إضافي باستثناء المباراة الحاسمة ، لأن التعادل في المباراة الأخيرة من السلسلة لن يعلن فائزا بالسلسلة. إذا انتهت المباراة الأخيرة بالتعادل
تظهر اللعبة المحك, دايرة الحياة, المتحدون سلسلة من مباراتين في جولاتهم النهائية. يتم لعب كل لعبة على حدة (على سبيل المثال ، لا يمكن المراهنة بالمال من اليوم الأول في اليوم الثاني) ، ويتم إضافة الأموال من كلتا اللعبتين معا لتحديد الفائز. الاستثناء الوحيد لهذا كان في المحك البطولة النهائية للأبطال التي أقيمت في عام 2005 ، عندما كانت مباراتا نصف النهائي عبارة عن سلسلة من مباراتين ، وكان النهائي عبارة عن سلسلة من ثلاث مباريات. إذا بقيت أي روابط ،  الموت المفاجئ تم لعبها لتحديد البطل.

## مثال
مرحلة خروج المغلوب في دوري أبطال أوروبا 2020–21:
| بورتو | 2–1 | يوفنتوس |
| ----- | --- | ------- |
|       |     |         |

| يوفنتوس | 3–2 | بورتو |
| ------- | --- | ----- |
|         |     |       |

بورتو 4–4 يوفنتوس في مجموع المباراتين. فاز بورتو بقانون أهداف خارج الديار (بورتو 2-1 يوفينتوس).